# Stig Bergling
Stig Svante Eugén Bergling (huidige naam Sydholt) (Stockholm, 1 maart 1937 – aldaar, 24 januari 2015) was een Zweeds politieman en spion voor de Sovjet-Unie. 

## Biografie
Bergling groeide op in Östermalm in Stockholm. In 1969 begon hij bij de Zweedse veiligheidsdienst Säkerhetspolisen (Säpo). In hetzelfde jaar werd hij hoofd van de beveiliging voor de VN-troepen op Cyprus, waar hij een jaar bleef. In dat jaar bezocht hij vaak Beiroet, en daar werd hij spion voor de GROe. Bergling was reserveofficier bij de Kustwacht en tijdens een korte periode uitgeleend aan de veiligheidsafdeling van de generale staf. Daar stal hij geheime informatie over Zweedse militaire installaties.
Tijdens een VN-opdracht in Libanon in 1973 verkocht hij de geheime informatie aan de GROe. Na zijn terugkeer naar Zweden bleef hij verder werken als spion door informatie over acties van de Säpo in Zweden door te spelen. Bij de Säpo ontdekte men snel dat er een lek was. Hij solliciteerde opnieuw naar een VN-functie en verkreeg ook één in Suez, maar werd overgeplaatst naar Cyprus toen de verdenkingen tegen hem toenamen. Op 20 maart 1979 werd hij in Israël gearresteerd door de Israëlische inlichtingendienst Mossad.
De Säpo werd ingelicht over Berglings spionage door enkele jaloerse minnaressen aan wie hij zijn dubbelspel verteld had. 
Op 17 december 1979 werd hij in Zweden veroordeeld tot levenslang voor spionage.
Tijdens zijn gevangenschap veranderde Stig Bergling van naam naar aanleiding van zijn huwelijk met Elisabeth Sandberg, een vrouw die hij had leren kennen door briefwisseling.
Tijdens een verlof uit de gevangenis in Norrköping, op 6 oktober 1987, deed hij een opmerkelijke ontsnapping samen met zijn echtgenote Elisabeth. Via Åland en Helsinki vluchtten ze naar zijn oude werkgever, de Sovjet-Unie. Onder de naam Ivar en Elisabeth Straus leefden ze een tijdje in Moskou, en later in Hongarije. In de herfst van 1990 vluchtten ze naar Libanon, en in augustus van 1994 keerden ze vrijwillig terug naar Zweden. Daar bracht hij nog drie jaar door in de gevangenis, tot zijn vrijlating in juli 1997.
Op 18 juli 2006 schreef Dagens Nyheter dat Bergling lid geworden was van de Linkse Partij. In het artikel zegt hij echter geen communist te zijn, en de spionage vooral gepleegd te hebben omwille van het geld.